# Stanetinci, Cerkvenjak
Stanetinci este o localitate din comuna Cerkvenjak, Slovenia, cu o populație de 168 de locuitori.